# Norbert Rillieux
Pour les articles homonymes, voir Rillieux (homonymie).
Norbert Rillieux (17 mars 1806 à La Nouvelle-Orléans - 8 octobre 1894) est un inventeur créole américain. Il est principalement connu pour l'évaporateur à multiples effets, une méthode efficace d'évaporation de l'eau, une invention importante dans le développement de l'industrie du sucre.

## Biographie
Norbert Rillieux naît en 1806 sur la plantation de son père, située à La Nouvelle-Orléans en Louisiane. Il est le fils de l'ingénieur Vincent Rillieux et de Constance Vivant, une femme de couleur libre. Sa famille l'envoie étudier en France. En 1830, il entre à l'École centrale de Paris. Il y enseigne ensuite la mécanique appliquée. Durant son séjour en Europe, Rillieux publie des articles sur le fonctionnement des machines à vapeur. Il retourne à La Nouvelle-Orléans en 1833,.
Il est enterré au cimetière du Père-Lachaise (86e division).

## Postérité
Son procédé de raffinage du sucre est honoré par la National Historic Chemical Landmarks en 2002. Deux ans plus tard, Rillieux est introduit au National Inventors Hall of Fame.

## Famille
Norbert Rillieux est un cousin du peintre Edgar Degas, et le frère du poète Victor E. Rillieux.